# آکادمی موسیقی شووا
آکادمی موسیقی شووا (به ژاپنی: 昭和音楽大学, Shōwa ongaku daigaku) یک دانشگاه خصوصی در آسائو-کو، کاواساکی در استان کاناگاوا در ژاپن است.